# Azawad
Azawad (tamashek: Azawaɣ, arabiska: أزواد), officiellt Staten Azawad, var en kortlivad tuaregisk utbrytarstat i nordvästra Afrika som existerade 2012-2013. Azawad utropade sig självständigt 2012 då den tuaregiska milisen MNLA tillsammans med islamistiska miliser i ett uppror drev bort Malis försvarsmakt. Landet saknade internationellt erkännande och betraktades av omvärlden som en del av Mali. Regionen var under perioden extremt instabil, och efter att ha förlorat större delen av sitt territorium till islamistiska miliser slöt MNLA ett fredsavtal med Mali 2013, där man i utbyte mot ökad tuaregisk autonomi avsade sig kraven på självständighet. 
Huvudstad och största stad var Gao. Azawad hade en landgräns strax öster om staden Mopti i Mali med en linje från Mauritanien till Burkina Faso. 
Landet styrdes av MNLA-gerillan med arabiska och tamashek som huvudspråk och islam som religion. Detta stod i kontrast till resten av Mali där franska och kristendom dominerat sedan kolonialtiden. 

## Konflikten[4]
MNLA bestod av tuareger som en längre tid kämpat för självständighet. Efter Muammar Gaddafis död återvände många tuareger som tjänstgjort i den libyska armén till Mali och kunde förstärka kampen för självständighet avsevärt. Det resulterade våren 2012 i en militärkupp där regeringen avsattes. Den maliska armén besegrades och två tredjedelar av Malis yta erövrades av en allians mellan MNLA och islamistiska miliser. Sharialagstiftning infördes och den nya regeringen föreslog en ny konstitution. På grund av omvärldens ogillande av konstitutionens antidemokratiska prägel återinfördes den tidigare konstitutionen från 1992, enligt vilken Azawad skulle vara en sekulär stat och garantera religionsfrihet.
På grund av oenigheter med de islamistmiliser man var allierad med var de initiala militära framgångarna kortvariga. Samma år som man utropade sig självständigt förlorade Azawad huvudstaden Gao till sina tidigare bundsförvanter. Samtidigt var man hårt pressad av de maliska styrkornas framryckningar, som nu hade militärt stöd av Frankrike och ECOWAS. Det trängda läget gjorde att man 2013 ingick ett fredsavtal med den maliska regeringen, där man accepterade ett enat Mali i utbyte mot ökad tuaregisk autonomi. Freden är dock skör och flera mindre strider har brutit ut sedan dess.